# Station Skollenborg
Station Skollenborg is een station in  Skollenborg in de gemeente Kongsberg  in  Noorwegen. Het station ligt aan Sørlandsbanen. In december 2012 werd het personenvervoer vanaf Skollenborg beëindigd.